# Oncideres albopicta
Oncideres albopicta là một loài bọ cánh cứng trong họ Cerambycidae.